# Emily Scott
Emily Scott (Springfield, 16 febbraio 1989) è una pattinatrice di short track statunitense. Ha rappresentato gli Stati Uniti d'America ai Giochi olimpici invernali di Soči 2014.

## Palmarès
- Campionati mondiali

Shanghai 2012: bronzo nella staffetta 3 000 metri
- Mondiali a squadre

Varsavia 2011: bronzo nel team event